# Zona Sul (Rio de Janeiro)
A Zona Sul do Rio de Janeiro é uma área geográfica localizada ao sul do Maciço da Tijuca, no município do Rio de Janeiro, no estado do Rio de Janeiro, no Brasil. Abrange os bairros de Botafogo, Catete‎, Copacabana, Cosme Velho, Flamengo, Gávea, Humaitá, Ipanema, Jardim Botânico, Lagoa, Laranjeiras, Leblon, Leme, Rocinha, São Conrado, Urca e Vidigal‎. Tem uma população de 639.522 habitantes segundo o censo de 2010 realizado pelo IBGE.

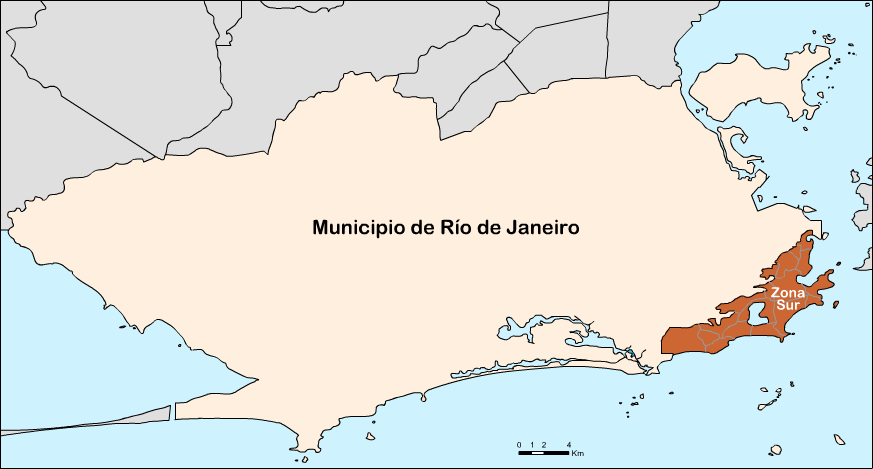
Localização da Zona Sul no município do Rio de Janeiro.

Nela estão situados os bairros com o metro quadrado mais caro do país: Leblon e Ipanema.

## Turismo

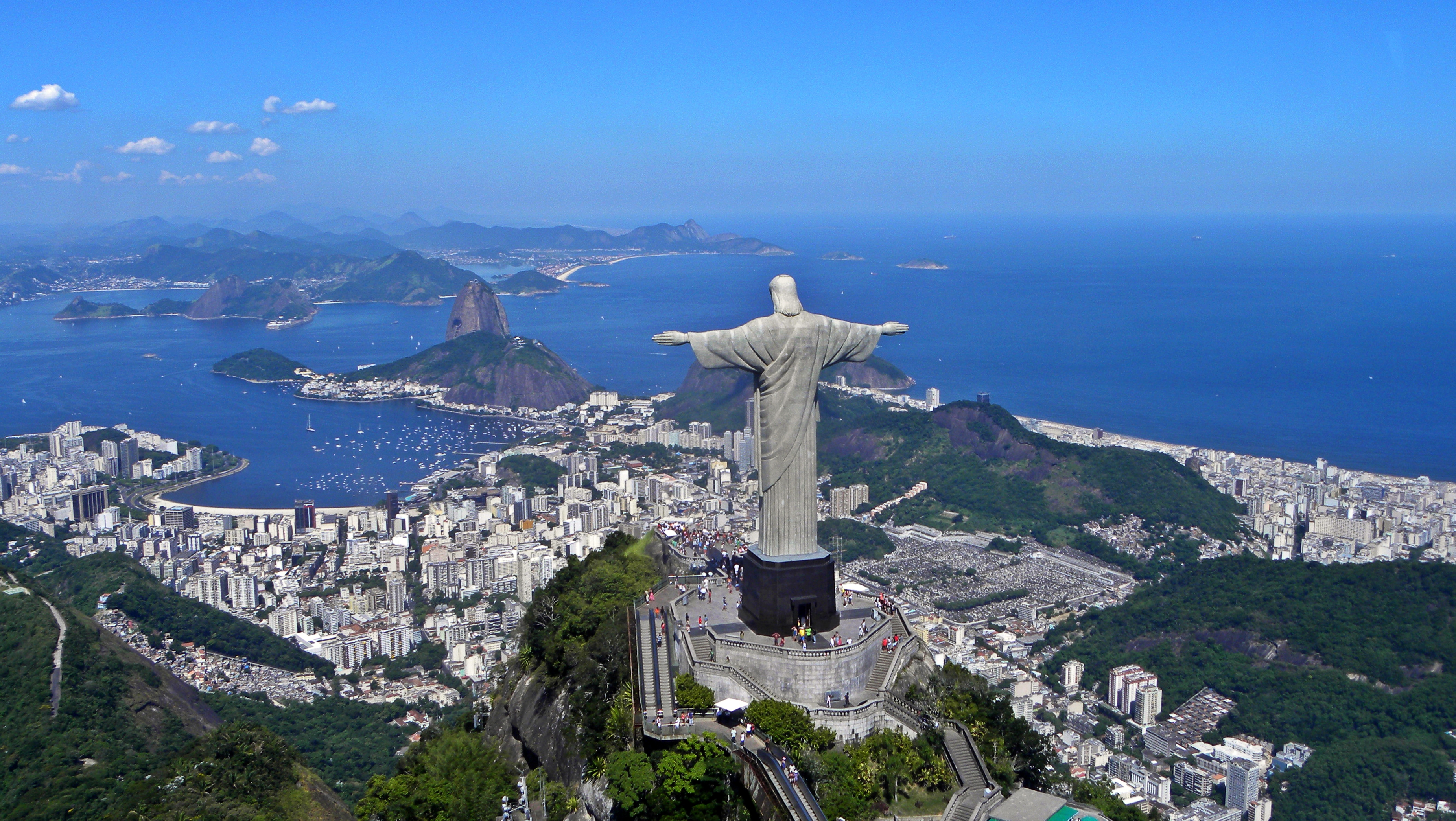
Cristo redentor

Nesta região estão localizadas grandes praias e hotéis, sendo majoritariamente a região mais nobre do município. Essa costuma ser a região preferida dos turistas para se hospedar por ter mais atrativos e por ser mais segura. Também são encontrados na região: a Lagoa Rodrigo de Freitas, o Parque Nacional da Tijuca, onde fica a Floresta da Tijuca; o Jardim Botânico, com mais de oito mil espécies brasileiras e estrangeiras de plantas; o Complexo do Pão de Açúcar, que oferece o passeio no Bondinho do Pão de Açúcar; o Aterro do Flamengo, que possui a Marina da Glória, palco utilizado para o sorteio das Eliminatórias da Copa do Mundo FIFA de 2014; a Enseada de Botafogo, onde se localiza uma grande vista da região sul do Rio de Janeiro; a Praia de Copacabana; a Praia de Ipanema; a Estrada de Ferro do Corcovado, que oferece o passeio no Trem do Corcovado; o Cristo Redentor

## Transporte

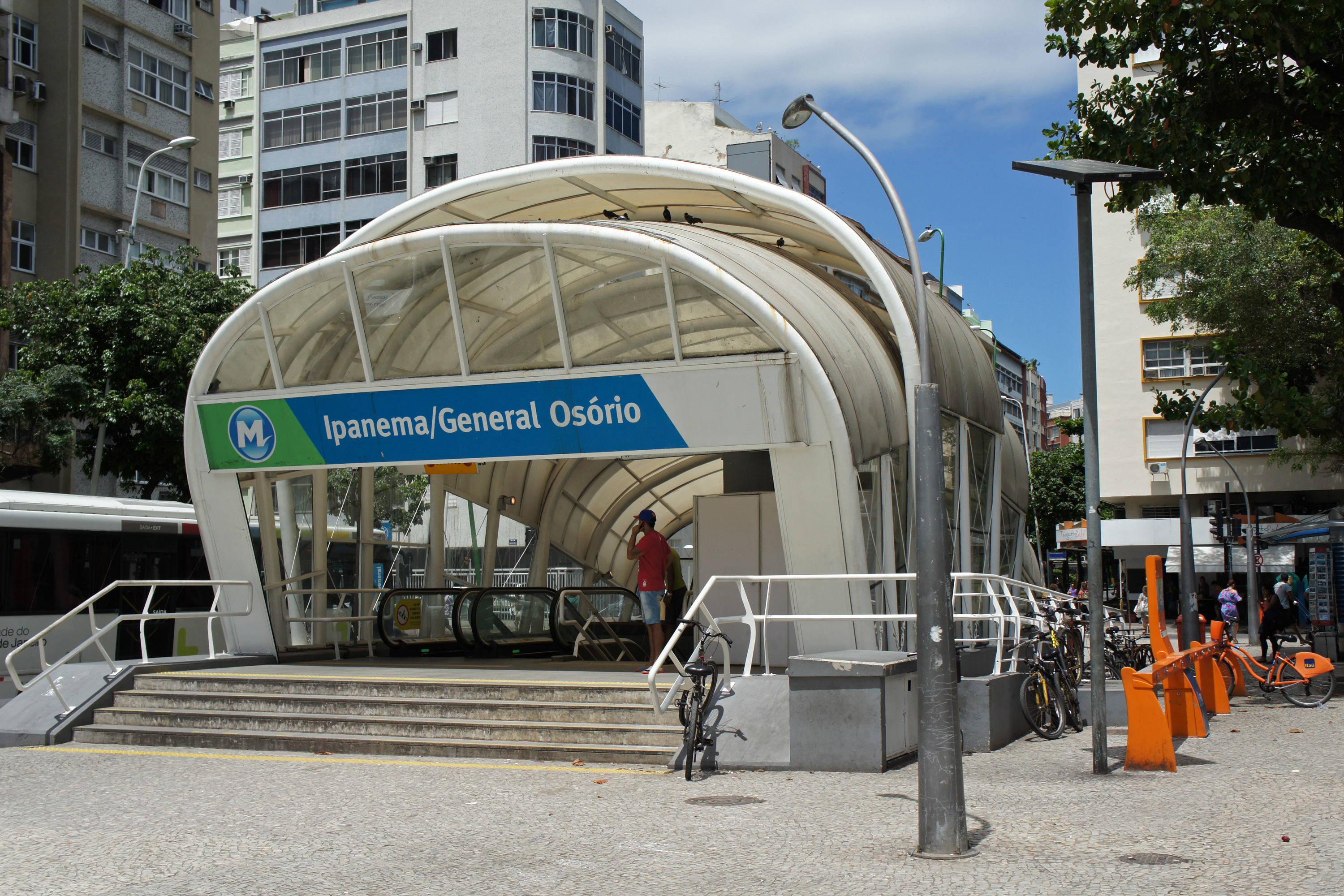
Estação General Osório.

No local, as vias mais conhecidas são: a avenida Atlântica; a avenida Vieira Souto, a avenida Delfim Moreira; a autoestrada Lagoa-Barra, que liga a Zona Sul à Zona Oeste do município do Rio de Janeiro; a avenida Borges de Medeiros; o túnel Santa Bárbara, o túnel Velho, o túnel Zuzu Angel, o túnel Novo e o túnel Rebouças. Catorze estações de metrô e treze paradas do metrô na superfície, operadas pela Metrô Rio: Glória, Catete, Largo do Machado, Flamengo, Botafogo, Cardeal Arcoverde, Siqueira Campos, Cantagalo e General Osório, da Linha 1; e Nossa Senhora da Paz, Jardim de Alah, Antero de Quental e São Conrado, da Linha 4, inauguradas, em 2016. Além disso, a Zona Sul é também servida por dezenas de linhas de ônibus.
A região dispõe de um acesso ferroviário pela turística Estrada de Ferro do Corcovado, mais conhecida como Trem do Corcovado, onde possui duas estações situadas no bairro do Cosme Velho. O trem turístico liga a região pelo sistema de cremalheiras ao Morro do Corcovado e a estátua do Cristo Redentor, de onde se avista todas as suas belas praias.

## Construções

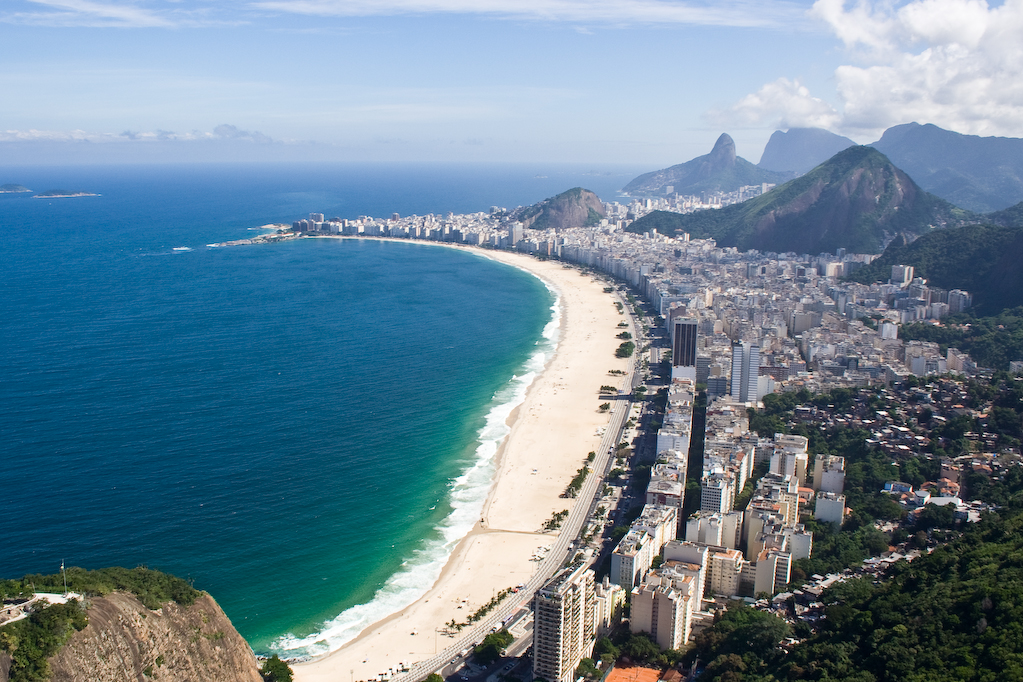
Praia de Copacabana

A área da zona sul do município do Rio de Janeiro é muito urbanizada. Ao mesmo tempo, possui uma grande área natural, como, por exemplo, a área do Parque Nacional da Tijuca e a do Complexo do Pão de Açúcar.

## Regiões administrativas
Botafogo, Copacabana, Lagoa e Rocinha.

## Subprefeitura
A subprefeitura da Zona Sul é uma das sete subprefeituras das quais se subadministra o município do Rio de Janeiro, e a responsável por administrar as regiões administrativas de Botafogo, Copacabana, Lagoa e Rocinha. Faz a intermediação entre a população de toda a área e a prefeitura municipal do Rio de Janeiro. Este é um das responsáveis por desenvolver a ordem urbana para moradores e visitantes e, ainda, revitalizar a região sob sua jurisdição.